# إيمو راب
إيمو راب (بالإنجليزية: Emo rap)‏ هو نوع من الاندماج بين موسيقى الهيب هوب والإيمو. نشأ هذا النوع في مشهد الراب على ساوند كلاود في منتصف عام 2010، وهو يدمج خصائص موسيقى الهيب هوب، مثل الإيقاعات وموسيقى الراب، مع السمات الغنائية والآلات الموسيقية والأغاني الشائعة في موسيقى الإيمو.